# Pseudophyllanax imperialis
Pseudophyllanax imperialis är en insektsart som först beskrevs av Xavier Montrouzier 1864.  Pseudophyllanax imperialis ingår i släktet Pseudophyllanax och familjen vårtbitare. Inga underarter finns listade i Catalogue of Life.